# Каллио, Руди
Рудольф Каллио (англ. Rudolph Kallio, 14 декабря 1892, Портленд, Орегон — 6 апреля 1979, Ньюпорт, там же) — американский бейсболист , питчер. Выступал в Главной лиге бейсбола за «Детройт Тайгерс» и «Бостон Ред Сокс».

## Биография
Руди Каллио родился 14 декабря 1892 года в Портленде. Его отец Матиас, работавший плотником, переехал в США из Финляндии в 1882 году, а мать Мария на два года позже. Кроме Руди в семье было ещё четверо детей. 
Каллио окончил школу в Портленде и в возрасте двадцати лет начал профессиональную карьеру бейсболиста. Первой его командой в 1913 году стали «Бьютт Майнерс» из Монтаны, в составе которых он одержал 13 побед при 17 поражениях. Затем Руди выступал за «Саскатун Квейкерс» из Западной Канадской лиги, «Лас-Крусес Фармерс» и «Грейт-Фоллс Электрикс». Успешным для него стал сезон 1917 года, по ходу которого Каллио перешёл в «Де-Мойн Бустерс». В чемпионате Западной лиги он одержал 25 побед при показателе пропускаемости 1,76. 
В апреле 1918 года Руди дебютировал в Главной лиге бейсбола за «Детройт Тайгерс». В качестве стартового питчера он провёл двадцать два матча, в том числе десять полных игр, и одержал восемь побед при тринадцати поражениях. В одной из игр Каллио сделал страйкаут против Бейба Рута. В 1919 году он сыграл за «Тайгерс» в двенадцати матчах и после окончания чемпионата покинул команду. В следующем сезоне Руди играл за команду из Портленда. 
Практически всю оставшуюся карьеру Каллио провёл в различных командах Лиги Тихоокеанского побережья, только в 1925 году проведя семь матчей за «Бостон Ред Сокс». Последний полный сезон он отыграл в 1934 году. Всего за карьеру в младших лигах Руди выиграл 287 матчей, проиграл 270. 
Закончив играть, Руди работал в Портленде в универмаге, а во время войны — на одном из военных предприятий. В 1946 году Каллио занимался поиском игроков для «Чикаго Кабс». После выхода на пенсию он поселился в Уолдпорте в Орегоне, недалеко от дома своего сына Джека. 
Руди Каллио скончался 6 апреля 1979 года от пневмонии.